# Pièces de monnaie en livre irlandaise
Les pièces de monnaie irlandaises sont une des représentations physiques, avec les billets de banque, de la monnaie de l'Irlande.

## L'unité monétaire irlandaise
La livre irlandaise (IEP ) est l'ancienne devise  de l'Irlande de 1933 à 2002, date laquelle elle fut remplacée par l'euro.
La livre était divisée en 100 pence.

## Les pièces de monnaie d'Irlande

### Première série de pièces duodécimales de la République
- Pièces (1928-1937) de 1 farthing, de 1 demi-penny et de 1 penny en bronze
- Pièces (1928-1937) de 3 pence et de 6 pence en nickel
- Pièces (1928-1937) de 1 shilling, de 1 florin et de 1 demi-couronne en argent
- Équivalences : 1 couronne = 5 shillings. 1 florin = 2 shillings. 1 shilling = 12 pence. 1 penny = 4 farthing.

| \| 1 farthing \|                | \| 1 farthing \|                | \| 1 farthing \|        | \| 1 farthing \|        | \| 1 farthing \| |
| ------------------------------- | ------------------------------- | ----------------------- | ----------------------- | ---------------- |
|                                 |                                 |                         |                         |                  |
| Avers : Lire / Harpe irlandaise | Avers : Lire / Harpe irlandaise | Revers : Bécasse en vol | Revers : Bécasse en vol |                  |
| Masse 2,84 g                    | Alliage Bronze                  | Diamètre 20,30 mm       | Épaisseur               |                  |
| Artiste(s)                      | Artiste(s)                      | Tranche lisse           | Tranche lisse           |                  |
| Millésimes 1928 - 1937          |                                 |                         |                         |                  |
| 1 farthing                      |                                 |                         |                         |                  |

| \| 1/2 penny \|                 | \| 1/2 penny \|                 | \| 1/2 penny \|   | \| 1/2 penny \| | \| 1/2 penny \| |
| ------------------------------- | ------------------------------- | ----------------- | --------------- | --------------- |
|                                 |                                 |                   |                 |                 |
| Avers : Lire / Harpe irlandaise | Avers : Lire / Harpe irlandaise | Revers : Cochon   | Revers : Cochon |                 |
| Masse 5,69 g                    | Alliage Bronze                  | Diamètre 25,50 mm | Épaisseur       |                 |
| Artiste(s)                      | Artiste(s)                      | Tranche lisse     | Tranche lisse   |                 |
| Millésimes 1928 - 1937          |                                 |                   |                 |                 |
| 1/2 penny                       |                                 |                   |                 |                 |

| \| 1 penny \|                   | \| 1 penny \|                   | \| 1 penny \|     | \| 1 penny \|  | \| 1 penny \| |
| ------------------------------- | ------------------------------- | ----------------- | -------------- | ------------- |
|                                 |                                 |                   |                |               |
| Avers : Lire / Harpe irlandaise | Avers : Lire / Harpe irlandaise | Revers : Poule    | Revers : Poule |               |
| Masse 9,55 g                    | Alliage Bronze                  | Diamètre 30,80 mm | Épaisseur      |               |
| Artiste(s)                      | Artiste(s)                      | Tranche lisse     | Tranche lisse  |               |
| Millésimes 1928 - 1937          |                                 |                   |                |               |
| 1 penny                         |                                 |                   |                |               |

| \| 3 pence \|                   | \| 3 pence \|                   | \| 3 pence \|     | \| 3 pence \|  | \| 3 pence \| |
| ------------------------------- | ------------------------------- | ----------------- | -------------- | ------------- |
|                                 |                                 |                   |                |               |
| Avers : Lire / Harpe irlandaise | Avers : Lire / Harpe irlandaise | Revers : Lapin    | Revers : Lapin |               |
| Masse 3,25 g                    | Alliage Nickel                  | Diamètre 17,60 mm | Épaisseur      |               |
| Artiste(s)                      | Artiste(s)                      | Tranche lisse     | Tranche lisse  |               |
| Millésimes 1928 - 1937          |                                 |                   |                |               |
| 3 pence                         |                                 |                   |                |               |

| \| 6 pence \|                   | \| 6 pence \|                   | \| 6 pence \|     | \| 6 pence \|  | \| 6 pence \| |
| ------------------------------- | ------------------------------- | ----------------- | -------------- | ------------- |
|                                 |                                 |                   |                |               |
| Avers : Lire / Harpe irlandaise | Avers : Lire / Harpe irlandaise | Revers : Chien    | Revers : Chien |               |
| Masse 4,54 g                    | Alliage Nickel                  | Diamètre 21,20 mm | Épaisseur      |               |
| Artiste(s)                      | Artiste(s)                      | Tranche lisse     | Tranche lisse  |               |
| Millésimes 1928 - 1937          |                                 |                   |                |               |
| 6 pence                         |                                 |                   |                |               |

| \| 1 shilling \|                | \| 1 shilling \|                | \| 1 shilling \|  | \| 1 shilling \| | \| 1 shilling \| |
| ------------------------------- | ------------------------------- | ----------------- | ---------------- | ---------------- |
|                                 |                                 |                   |                  |                  |
| Avers : Lire / Harpe irlandaise | Avers : Lire / Harpe irlandaise | Revers : Taureau  | Revers : Taureau |                  |
| Masse 6,55 g                    | Alliage Argent 750‰             | Diamètre 23,60 mm | Épaisseur        |                  |
| Artiste(s)                      | Artiste(s)                      | Tranche striée    | Tranche striée   |                  |
| Millésimes 1928 - 1937          |                                 |                   |                  |                  |
| 1 shilling                      |                                 |                   |                  |                  |

| \| 2 shillings \|               | \| 2 shillings \|               | \| 2 shillings \|  | \| 2 shillings \|  | \| 2 shillings \| |
| ------------------------------- | ------------------------------- | ------------------ | ------------------ | ----------------- |
|                                 |                                 |                    |                    |                   |
| Avers : Lire / Harpe irlandaise | Avers : Lire / Harpe irlandaise | Revers : Maquereau | Revers : Maquereau |                   |
| Masse 11,31 g                   | Alliage Argent 750‰             | Diamètre 28,50 mm  | Épaisseur          |                   |
| Artiste(s)                      | Artiste(s)                      | Tranche striée     | Tranche striée     |                   |
| Millésimes 1928 - 1937          |                                 |                    |                    |                   |
| 2 shillings                     |                                 |                    |                    |                   |

| \| 1/2 couronne \|              | \| 1/2 couronne \|              | \| 1/2 couronne \| | \| 1/2 couronne \| | \| 1/2 couronne \| |
| ------------------------------- | ------------------------------- | ------------------ | ------------------ | ------------------ |
|                                 |                                 |                    |                    |                    |
| Avers : Lire / Harpe irlandaise | Avers : Lire / Harpe irlandaise | Revers : Cheval    | Revers : Cheval    |                    |
| Masse 14,14 g                   | Alliage Argent 750‰             | Diamètre 32,30 mm  | Épaisseur          |                    |
| Artiste(s)                      | Artiste(s)                      | Tranche striée     | Tranche striée     |                    |
| Millésimes 1928 - 1937          |                                 |                    |                    |                    |
| 1/2 couronne                    |                                 |                    |                    |                    |

### Seconde série de pièces duodécimales de la République
- Pièces (1939-1968) de 1 farthing, de 1 demi-penny et de 1 penny en bronze
- Pièces (1939-1940) de 3 pence et de 6 pence en nickel
- Pièces (1942-1968) de 3 pence et de 6 pence en cupro-nickel
- Pièces (1939-1943) de 1 shilling, de 1 florin et de 1 demi-couronne en argent
- Pièces (1951-1968) de 1 shilling, de 1 florin et de 1 demi-couronne en cupronickel
- Équivalences : 1 couronne = 5 shillings. 1 florin = 2 shillings. 1 shilling = 12 pence. 1 penny = 4 farthings.

| \| 1 farthing \|                | \| 1 farthing \|                | \| 1 farthing \|        | \| 1 farthing \|        | \| 1 farthing \| |
| ------------------------------- | ------------------------------- | ----------------------- | ----------------------- | ---------------- |
|                                 |                                 |                         |                         |                  |
| Avers : Lire / Harpe irlandaise | Avers : Lire / Harpe irlandaise | Revers : Bécasse en vol | Revers : Bécasse en vol |                  |
| Masse 2,84 g                    | Alliage Bronze                  | Diamètre 20,30 mm       | Épaisseur               |                  |
| Artiste(s)                      | Artiste(s)                      | Tranche lisse           | Tranche lisse           |                  |
| Millésimes 1939 - 1966          |                                 |                         |                         |                  |
| 1 farthing                      |                                 |                         |                         |                  |

| \| 1 penny \|                   | \| 1 penny \|                   | \| 1 penny \|     | \| 1 penny \|  | \| 1 penny \| |
| ------------------------------- | ------------------------------- | ----------------- | -------------- | ------------- |
|                                 |                                 |                   |                |               |
| Avers : Lire / Harpe irlandaise | Avers : Lire / Harpe irlandaise | Revers : Poule    | Revers : Poule |               |
| Masse 9,55 g                    | Alliage Bronze                  | Diamètre 30,80 mm | Épaisseur      |               |
| Artiste(s)                      | Artiste(s)                      | Tranche lisse     | Tranche lisse  |               |
| Millésimes 1940 - 1968          |                                 |                   |                |               |
| 1 penny                         |                                 |                   |                |               |

| \| 3 pence \|                   | \| 3 pence \|                         | \| 3 pence \|     | \| 3 pence \|  | \| 3 pence \| |
| ------------------------------- | ------------------------------------- | ----------------- | -------------- | ------------- |
|                                 |                                       |                   |                |               |
| Avers : Lire / Harpe irlandaise | Avers : Lire / Harpe irlandaise       | Revers : Lapin    | Revers : Lapin |               |
| Masse 3,25 g                    | Alliage Nickel / Cupronickel dès 1942 | Diamètre 17,60 mm | Épaisseur      |               |
| Artiste(s)                      | Artiste(s)                            | Tranche lisse     | Tranche lisse  |               |
| Millésimes 1939 - 1968          |                                       |                   |                |               |
| 3 pence                         |                                       |                   |                |               |

| \| 6 pence \|                   | \| 6 pence \|                           | \| 6 pence \|     | \| 6 pence \|  | \| 6 pence \| |
| ------------------------------- | --------------------------------------- | ----------------- | -------------- | ------------- |
|                                 |                                         |                   |                |               |
| Avers : Lire / Harpe irlandaise | Avers : Lire / Harpe irlandaise         | Revers : Chien    | Revers : Chien |               |
| Masse 4,54 g                    | Alliage Nickel / Cupronickel (dès 1942) | Diamètre 21,20 mm | Épaisseur      |               |
| Artiste(s)                      | Artiste(s)                              | Tranche lisse     | Tranche lisse  |               |
| Millésimes 1939 - 1968          |                                         |                   |                |               |
| 6 pence                         |                                         |                   |                |               |

| \| 1 shilling \|                | \| 1 shilling \|                           | \| 1 shilling \|  | \| 1 shilling \| | \| 1 shilling \| |
| ------------------------------- | ------------------------------------------ | ----------------- | ---------------- | ---------------- |
|                                 |                                            |                   |                  |                  |
| Avers : Lire / Harpe irlandaise | Avers : Lire / Harpe irlandaise            | Revers : Taureau  | Revers : Taureau |                  |
| Masse 6,55 g                    | Alliage Argent 750‰ / Cupronickel dès 1951 | Diamètre 23,60 mm | Épaisseur        |                  |
| Artiste(s)                      | Artiste(s)                                 | Tranche striée    | Tranche striée   |                  |
| Millésimes 1939 - 1968          |                                            |                   |                  |                  |
| 1 shilling                      |                                            |                   |                  |                  |

| \| 2 shillings \|               | \| 2 shillings \|                          | \| 2 shillings \|  | \| 2 shillings \|  | \| 2 shillings \| |
| ------------------------------- | ------------------------------------------ | ------------------ | ------------------ | ----------------- |
|                                 |                                            |                    |                    |                   |
| Avers : Lire / Harpe irlandaise | Avers : Lire / Harpe irlandaise            | Revers : Maquereau | Revers : Maquereau |                   |
| Masse 11,31 g                   | Alliage Argent 750‰ / Cupronickel dès 1951 | Diamètre 28,50 mm  | Épaisseur          |                   |
| Artiste(s)                      | Artiste(s)                                 | Tranche striée     | Tranche striée     |                   |
| Millésimes 1939 - 1969          |                                            |                    |                    |                   |
| 2 shillings                     |                                            |                    |                    |                   |

| \| 1/2 couronne \|              | \| 1/2 couronne \|                         | \| 1/2 couronne \| | \| 1/2 couronne \| | \| 1/2 couronne \| |
| ------------------------------- | ------------------------------------------ | ------------------ | ------------------ | ------------------ |
|                                 |                                            |                    |                    |                    |
| Avers : Lire / Harpe irlandaise | Avers : Lire / Harpe irlandaise            | Revers : Cheval    | Revers : Cheval    |                    |
| Masse 14,14 g                   | Alliage Argent 750‰ / Cupronickel dès 1951 | Diamètre 32,30 mm  | Épaisseur          |                    |
| Artiste(s)                      | Artiste(s)                                 | Tranche striée     | Tranche striée     |                    |
| Millésimes 1939 - 1967          |                                            |                    |                    |                    |
| 1/2 couronne                    |                                            |                    |                    |                    |

### Première série décimale
En 1971, le Royaume-Uni et l'Irlande passent au système monétaire décimal. La livre est divisée en 100 pence.
- Pièces de 1 demi-penny, 1 penny et de 2 pence en bronze
- Pièces de 5 pence, 10 pence et de 50 pence en cupro-nickel